# Jean Marc Jules Pictet-Diodati
Pour les autres membres de la famille, voir Pictet.
Jean Marc Jules Pictet-Diodati, né le 15 juin 1768 à Genève et mort le 18 juin 1828 dans la même ville, est un magistrat et une personnalité politique de la République de Genève, de l'éphémère département du Léman, et de la Suisse.

## Jeunesse et formation
Jean Marc Jules Pictet est issu de la branche cadette de la famille Pictet dont Pierre fut admis à la bourgeoisie genevoise en 1474. Il étudie les belles-lettres et la philosophie à l'Académie, puis est admis dans l'auditoire de droit. Il passe ses examens d'avocat avec succès et est reçu au barreau genevois en 1789. Il entreprend ensuite un voyage en France et en Angleterre avant de revenir à Genève en 1792, alors que la Révolution mettait fin aux institutions de l'Ancien Régime. Il y épouse le 15 avril 1793 Octavie Diodati (6 avril 1769 ✝ 2 janvier 1846), issue d'une famille du Refuge lucquois, avec qui il a trois enfants: Amédée Pierre Jules (1795-1888), dit Pictet de Sergy, Camille (1796-1862), et Auguste (1798-mort en bas âge).

## Carrière politique
En 1799, une année après l'annexion de Genève à la France, Pictet est nommé juge au Tribunal civil du nouveau département du Léman. Il est nommé quinze jours plus tard, le 4 nivôse an VIII, par le Sénat conservateur, député du même département au Corps législatif. À la fin de son mandat (quinquennat), il est nommé président du Tribunal criminel avant de retrouver le Corps législatif le 10 août 1810 jusqu'à sa dissolution. Il se lie d'amitié avec de nombreuses personnalités de l'époque comme Jean-Louis Girod de l'Ain, Madame de Staël ou encore Jacques Necker. S'étant installé à Paris, il se lie avec plusieurs dignitaires de l'Empire comme le baron de Château Latour, membre du Tribunat, ou Louis de Fontanes, grand maître de l'Université. Il rencontre même Napoléon en 1801.
À la chute de l'Empire, il rentre à Genève. Il fait partie dès octobre 1814 du nouveau conseil représentatif où il siège dans les rangs des libéraux modérés. Il poursuit également sa carrière juridique et est nommé président de la Cour suprême, fonction qu'il remplira jusqu'à sa mort. Il est également membre correspondant de l'Institut de France. Il est fait Chevalier de l'Empire en 1809 et chevalier de la Légion d'honneur en 1810.

## Armoiries
Armes de la famille PictetDe sinople, à un mur non-crénelé d'argent, maçonné de sable, acc. en chef d'un lion naissant d'or, mouvant du mur.
Armes de chevalier de l'EmpireDe sinople, au lion naissant d'argent, à la bordure componée de gueules et d'argent, le tout soutenu d'une muraille d'azur ; champagne de gueules du tiers de l'écu chargée du signe des chevaliers légionnaires.